# Tibellus cobusi
Tibellus cobusi là một loài nhện trong họ Philodromidae.
Loài này thuộc chi Tibellus. Tibellus cobusi được miêu tả năm 1994 bởi Van den Berg & Dippenaar-Schoeman.